# Opéra-ballet
Opéra-ballet (česky: opera-balet) byl druh barokní francouzské opery, který uvedl hudební skladatel André Campra. Opéra-ballet vznikl jako další směr francouzské opery, vedle stávající (a hojně rozšířené) tragédie lyrique (jeho hlavním představitelem byl Jean-Baptiste Lully). Jak již název napovídá, byl v něm zastoupen tanec ještě ve větší míře, než v tragédie lyrique, a na rozdíl od ní obsahovaly opera-balety také více komických prvků. Jedná se o příbuzný žánr k ballet de cour.

## Opéra-balety
- Les Indes galantes (1735), Jean-Philippe Rameau
- Les Génies ou les Caractères de l'Amour (1736), Mademoiselle Duval